# Fédération de Papouasie-Nouvelle-Guinée de basket-ball
La Fédération de Papouasie-Nouvelle-Guinée de basket-ball (Basketball Federation of Papua New Guinea) est une association, fondée en 1963, chargée d'organiser, de diriger et de développer le basket-ball en Papouasie-Nouvelle-Guinée.
La Fédération représente le basket-ball auprès des pouvoirs publics ainsi qu'auprès des organismes sportifs nationaux et internationaux et, à ce titre, la Papouasie-Nouvelle-Guinée dans les compétitions internationales. Elle défend également les intérêts moraux et matériels du basket-ball papouane-néo-guinéen. Elle est affiliée à la FIBA depuis 1963, ainsi qu'à la FIBA Océanie.
La Fédération organise également le championnat national.